# Seznam latinských gramatických pojmů
Toto je seznam některých původem latinských pojmů užívaných v jazykovědě.

## Jazykovědné disciplíny
- jazykověda – lingvistika
- hláskosloví – fonetika, fonologie
- mluvnice – gramatika
- tvarosloví – morfologie
- skladba – syntax

(Morfologie a syntax spadají pod gramatiku.)

## Hláskosloví
- samohláska – vokál
- souhláska – konsonanta
- dvojhláska – diftong
- trojhláska – triftong
- zaokrouhlení hlásky – labializace
- změkčení hlásky – palatalizace, palatizace
- délka samohlásky – vokalická kvantita
- spodoba – asimilace

### Souhlásky
- závěrová – okluzíva, explozíva
- nosovka – nazála
- úžinová – konstriktiva, frikativa, spiranta
- polozávěrová – semiokluzíva, afrikáta
- bokovka – laterála
- kmitavá souhláska – vibranta
- obouretná – bilabiála
- retozubná – labiodentála
- dásňová – alveodentála
- zadodásňová – postalveolára
- tvrdopatrová – palatála
- měkkopatrová – velára
- čípková – uvulára
- hrtanová – laryngála
- hlasivková – glotální

## Slovní druhy
V závorce je uvedeno množné číslo.
- podstatné jméno – substantivum (substantiva)
- přídavné jméno – adjektivum (adjektiva)
- zájmeno – pronomen (pronomina)
- číslovka – numeralie (numeralia)
- sloveso – verbum (verba)
- příslovce – adverbium (adverbia)
- předložka – prepozice (prepozice)
- spojka – konjunkce (konjunkce)
- částice – partikule (partikule)
- citoslovce – interjekce (interjekce)

### Podstatná jména
- vlastní – propria
- obecná – apelativa

### Zájmena
- osobní – personální
- přivlastňovací – posesivní
- ukazovací – demonstrativní
- zvratná – reflexivní
- tázací – interogativní
- vztažná – relativní
- neurčitá – indefinitní
- záporná – negativní

### Číslovky
- základní – kardinální
- řadové – ordinální
- druhové – speciální
- násobné – multiplikativní
- podílné – distributivní

### Slovesné tvary
- neurčitek – infinitiv
- příčestí – participium
- přechodník – transgresiv, též transgresivum

## Ohýbání
- ohýbání – flexe
- skloňování – deklinace
- časování – konjugace
- stupňování – komparace
  - první stupeň – pozitiv
  - druhý stupeň – komparativ
  - třetí stupeň – superlativ

## Mluvnické kategorie
- pád – casus
- číslo – numerus
- rod – genus
- vzor – paradigma
- osoba – persona
- čas – tempus
- způsob – modus
- slovesný rod – genus verbi
- vid – aspekt

### Pád
- podmětný pád – nominativ – český 1. pád
- přivlastňovací pád – genitiv – český 2. pád
- pád adresáta – dativ – český 3. pád
- předmětný pád – akuzativ – český 4. pád
- pád oslovení – vokativ – český 5. pád
- pád umístění – lokál – český 6. pád
- pád způsobu – instrumentál – český 7. pád

### Číslo
- jednotné číslo – singulár
- množné číslo – plurál
- dvojné číslo – duál
- trojné číslo – triál
- čtverné číslo – kvadrál
- neurčité číslo – paukál
- množné číslo části většího množství – partitivní plurál

### Rod
- podstatné jméno rodu mužského – maskulinum
  - podstatné jméno rodu mužského životného – animatum
  - podstatné jméno rodu mužského neživotného – inanimatum
- podstatné jméno rodu ženského – femininum
- podstatné jméno rodu středního – neutrum

### Čas
- přítomný čas – prézens
- minulý čas – préteritum
- budoucí čas – futurum

### Způsob
- oznamovací způsob – indikativ
- rozkazovací způsob – imperativ
- podmiňovací způsob – kondicionál

### Slovesný rod
- činný rod – aktivum
- trpný rod – pasivum
- zvratné sloveso – reflexivum
- deponentní, semideponentní slovesa

### Vid
- dokonavý – perfektivum
- nedokonavý – imperfektivum

## Větné členy
- podmět – subjekt
- přísudek – predikát
- předmět – objekt
- přívlastek – atribut
  - přívlastek shodný – atribut kongruentní
  - přívlastek neshodný – atribut nekongruentní
- doplněk – atribut verbále
- příslovečné určení – adverbiále
  - místa – loci
  - času – temporis
  - způsobu – modi
  - příčiny – causae

## Druhy vět
- oznamovací – enunciativní, konstatační
- tázací – interogativní
- rozkazovací – imperativní
- přací – deziderativní, optativní
- souřadnost – parataxe
- podřadnost – hypotaxe